# Kajetan Stuart
Kajetan Antoni Stuart (ur. 17 stycznia 1774 w Warszawie, zm. 15 listopada 1824 tamże) – generał brygady Wojska Polskiego.

## Życiorys
Kajetan Stuart urodził się 17 stycznia 1774 roku w Warszawie, jako syn Jana. Służył w Legionach Polskich, jesienią 1798 roku trafił do formującego się w ramach legii gen. Józefa Wielhorskiego batalionu artylerii, w którym pełnił funkcję adiutanta. Walczył w składzie tego batalionu w kampanii włoskiej, m.in. w bitwie nad Trebbią odniósł rany. Kierował obroną Częstochowy w 1809 roku, a po śmierci płk. Cypriana Godebskiego pod Raszynem został dowódcą 8 pułku piechoty.
Brał udział w wyprawie rosyjskiej Napoleona w randze pułkownika jako dowódca 8 Pułku Piechoty. W bitwie pod Smoleńskiem został ranny.
W Wojsku Polskim Królestwa Kongresowego pełnił służbę na stanowisku płatnika generalnego wojska. 14 (26) czerwca 1816 roku car Rosji i król Polski awansował go na generała brygady w administracji. Zmarł 15 listopada 1824 roku w Warszawie.

## Ordery i odznaczenia
- Order św. Stanisława II kl.
- Krzyż Kawalerski Orderu Wojskowego Polskiego
- Krzyż Kawalerski Orderu Legii Honorowej
- Order św. Anny z mieczami i brylantami II kl.

## Literatura dodatkowa
- Polski Słownik Biograficzny, t. zeszyt 184 (tom 45/1), 2007, s. 96–99, ISBN 978-83-88909-54-2.
- Wacław Gąsiorowski „Kajetan Stuart”.